# Massimo Stanzione

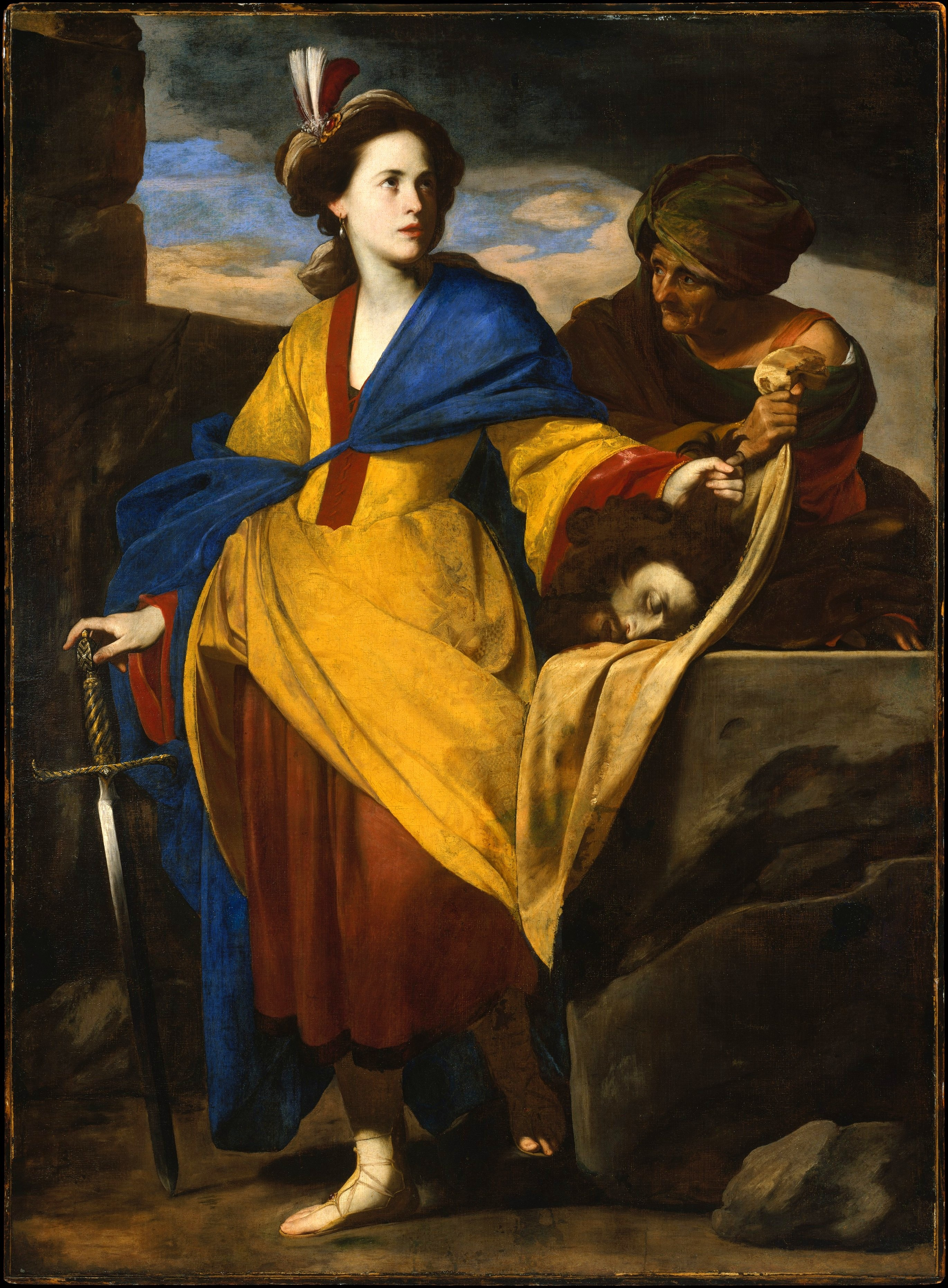
Judit con la cabeza de Holofernes, Metropolitan Museum, Nueva York.

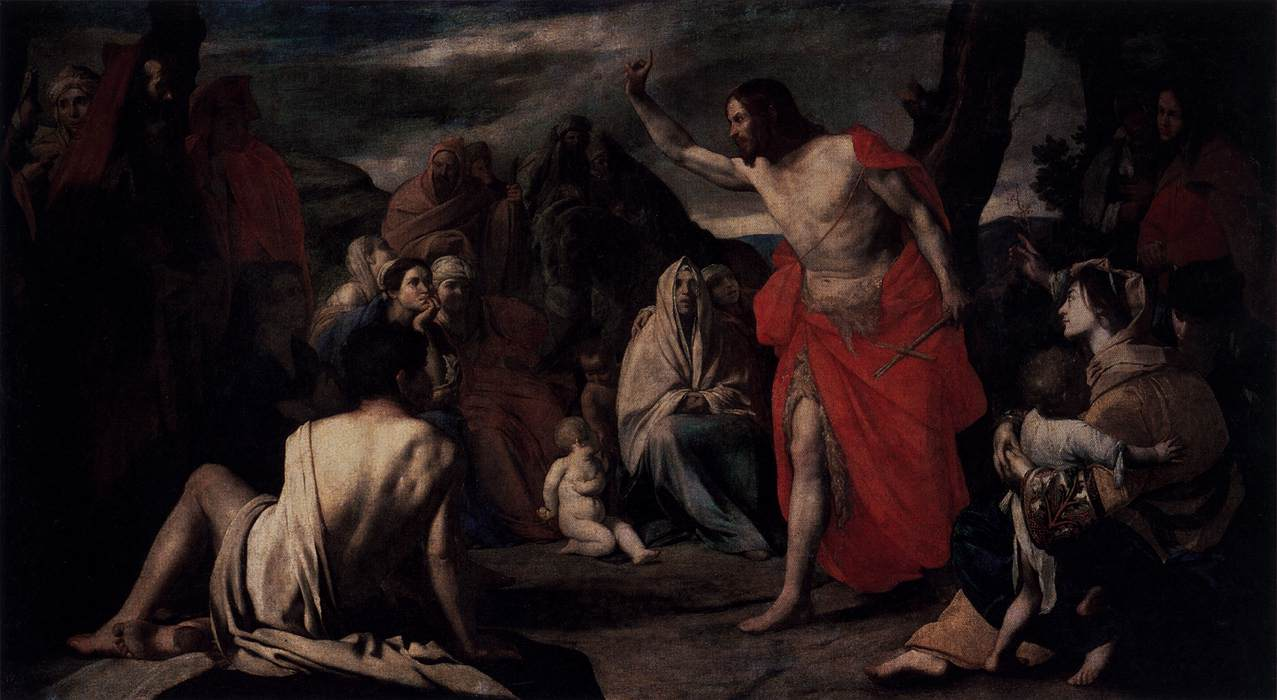
Predicación del Bautista en el desierto, Museo del Prado, Madrid.

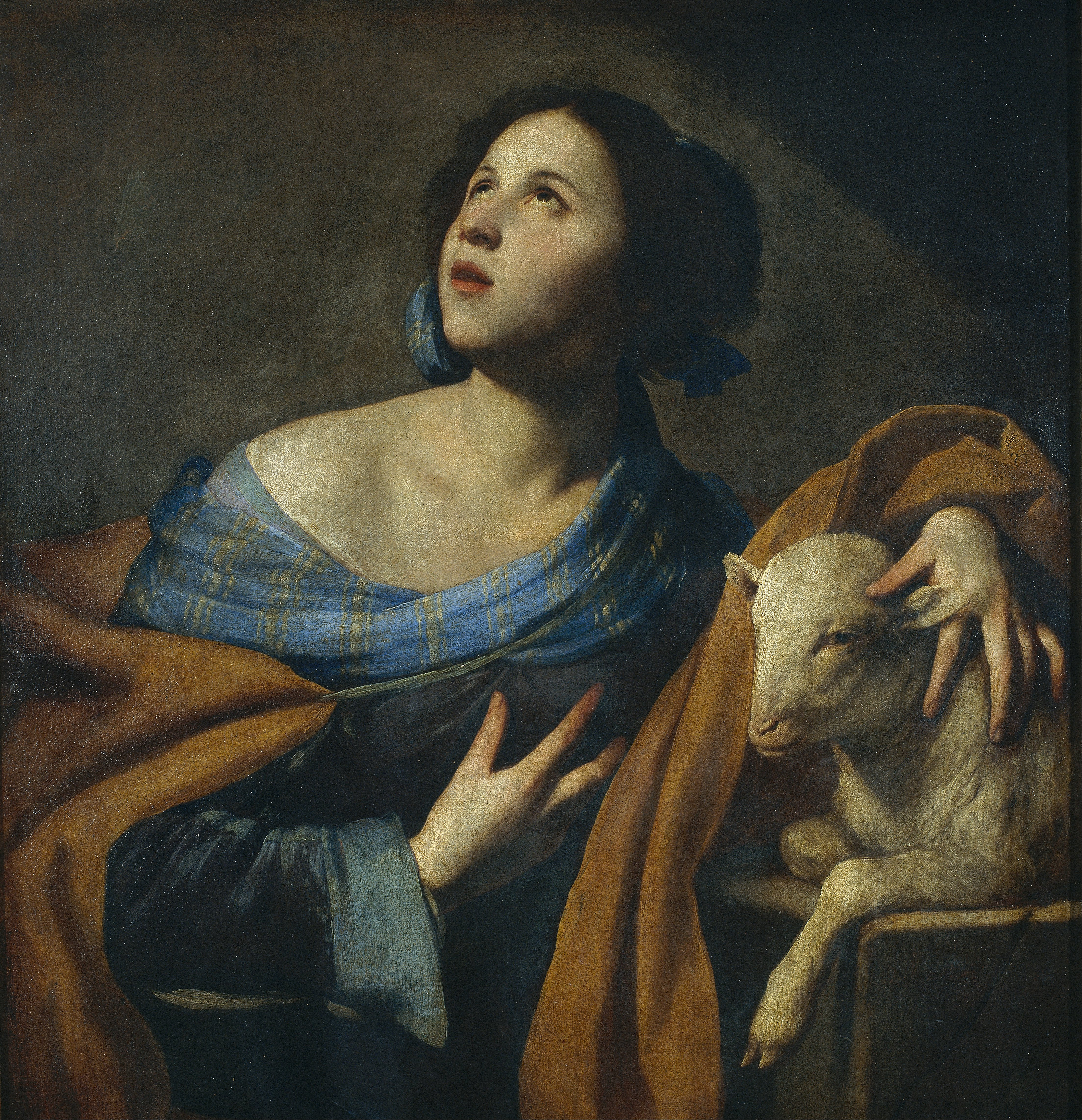
Santa Inés, ca. 1635-40 (Museu Nacional d'Art de Catalunya).

Massimo Stanzione (Frattamaggiore u Orta di Atella, Reino de Nápoles, c. 1585-Nápoles, Reino de Nápoles, c. 1658) fue un pintor italiano.
Probablemente alumno de Fabrizio Santafede y Battistello Caracciolo, completó su formación en Roma (1617-1630), orientándose hacia una pintura ecléctica que encuentra ideas en Caravaggio, Guido Reni, Orazio y Artemisia Gentileschi, Annibale Carracci y Simon Vouet, emprendiendo un camino que se afirmará en la pintura napolitana del Setecientos.
De su abundante producción pueden recordarse los frescos y las telas para la capilla de San Mauro (1631-1637) y para la capilla del Bautista (1644-1651) en la Certosa di San Martino (Cartuja de San Martín) de Nápoles.
Con destino al Palacio del Buen Retiro de Madrid, pintó un gran Sacrificio a Baco, que se conserva en el Museo del Prado junto con varios lienzos sobre la vida de san Juan Bautista. 
En el madrileño monasterio de las Descalzas Reales se conserva una obra de grandes dimensiones Los Siete Arcángeles, realizada en la década de 1620. 

## Obras
- Santa Inés, ca. 1635-40, Museu Nacional d'Art de Catalunya, Barcelona, España.
- David con la cabeza de Goliat, ca. 1630, San Diego Museum of Art, San Diego, California, Estados Unidos.
- Cleopatra, ca. 1630-década de 1640, Museo del Hermitage, San Petersburgo, Rusia.[1]
- Matrimonio místico de Santa Catalina, ca. 1630-década de 1640, Hermitage.[2]
- La Asunción de la Virgen, ca. 1630-1635, Kress Foundation-North Carolina Museum of Art, Raleigh, Carolina del Norte, Estados Unidos.[3]
- Judit con la cabeza de Holofernes, ca.1640, Metropolitan Museum of Art, Nueva York, Estados Unidos.[4]
- Judit con la cabeza de Holofernes, ca.1640, Boston Museum of Fine Arts, Boston, Estados Unidos.[5]
- Salomé con la cabeza de San Juan Bautista, ca.1600-56, Manchester Art Gallery, Mánchester, Reino Unido.[6]
- La masacre de los inocentes, ca.1585-1656, Museo Nacional Brukenthal, Sibiu, Rumanía.[7]
- La cena de Emaús, ca.1585-1656, Museo Nacional Brukenthal.[7]
- La Virgen con el Niño ca.1640, National Gallery of Australia, Canberra, Australia.[8]
- Virgen del Rosario, Iglesia de la Purísima del Convento de las Agustinas, Salamanca, España.